# Actinidia acuminata
Actinidia acuminata là một loài thực vật có hoa trong họ Dương đào. Loài này được Budisch. ex Trautv. mô tả khoa học đầu tiên năm 1883.